# Завизів
Завизів (до 2009 — Завозів) — село в Україні, в Острозькій міській громаді Рівненського району Рівненської області. Населення становить 267 осіб.

## Географія
Село Завизів розташоване за 43 км від обласного і районного центрів та 30 км від адміністративного центру міської громади. За 23 км знаходиться найближча залізнична станція Могиляни. У присілку села у річку Безіменну впадає річка Безіменна.

## Населення
За даними всеукраїнського перепису населення 2001 року у селі мешкало 267 осіб.

### Мова
Розподіл населення за рідною мовою за даними перепису 2001 року був наступним:
| українська | 263 | 98,5 |
| російська  | 4   | 1,5  |

## Історична довідка
Протягнулося село з півдня на північ на 2 км. Коли і ким воно засноване, доки що невідомо. Вперше село згадується в скарзі від 19 червня 1566 року королівського дворянина Григорія Букоємського про його образу і нанесення ран слугам пана Льва Вельгорського і пані Катерини Войневичевої.
У цій скарзі вказувалось, що слуги і селяни дані Любки Хребтовичевої-Богуринської побили їх слуг при спробі повернути відповідно королівського указу енецького і Завезовського ґрунтів та Вельгорського млина.
24 червня 1579 року село згадується у заповіті Богуша Федоровича Корецького воєводи землі Волинської, старости Луцького Брацлавського і Вінницького. В ньому вказується, що село Завезов було куплене ним у дворянки Настасії Богданівни Джчусянки-Горяйнової-Тесівської і її чоловіка Олександра Джчуса за 618 коп і 10 Литовських грошей. Таким чином можна стверджувати, що село входило до володінь дворянки Настасії Джчусянки яки в солі Тесів мала свій маєток.
Після смерті Богуша Корецького село переходить у власність до двоюрідного брата і вірного службовця пана Семена Хребтовича Богуринського. Кому належало село у XVII столітті поки що невідомо, але вже на початку XVIII століття воно належало Яну Станіславу Линицькому, спадкоємці якого володіли селом до початку XIX століття, коли ним заволоділи Ленкевичі. У 1881 році село було куплене у спадкоємців полковником Павлом Григоровичем Григор'євим, що володів ним до 1917 року. Маєток Ленкевичів і полковника Григор'єва знаходився між селами Бухарів і Завизів над кручею» біля річки Горинь. Будинок двоповерховий, дерев'яний, господарські будівлі кам'яні, проіснували до середини 40-х років. Біля будинку був великий фруктовий сад, а біля дороги ріс осокор в 5 обхватів Коли і ким посаджений — невідомо (зрізаний в 50-х роках).
На кінець XIX століття в селі було 50 дворів (родин).
У 1906 році село Сіянецької волості Острозького повіту Волинської губернії. Відстань від повітового міста 20 верст, від волості 6. Дворів 99, мешканців 685.
Під час польської окупації краю маєтком володіли Подільський і Висоцький (у вересні 1939 року виїхав у Гощу).

## Релігія
На території села в 1709 році побудована церква імені Пресвятої Богородиці (Покрови).

## Відомі люди

### Народилися
- Романюк Віталій (Віктор) Степанович — український громадський діяч, письменник, директор Стрийського будинку працівників освіти, завідувач Стрийського міського відділу культури Львівської області. Народний депутат України 1-го скликання.